# Diogo (ur. 1987)
Diogo Luis Santo (ur. 26 maja 1987 roku w Uberabie) – brazylijski piłkarz występujący na pozycji napastnika w malezyjskim klubie Johor Darul Takzim FC.

## Kariera klubowa
Od początku przygody z piłką nożną Diogo uważany był za wielki talent, a jego pozyskaniem interesowały się między innymi takie zespoły jak ACF Fiorentina, Arsenal F.C. oraz Liverpool F.C. Działacze The Gunners trzy razy składali ofertę za Diogo, jednak włodarze Portuguesy São Paulo nie zdecydowali się na sprzedaż swojego zawodnika. Arsène Wenger powiedział, że Brazylijczyk to połączenie umiejętności takich graczy jak Thierry Henry oraz Emmanuel Adebayor. Manuel da Lupa powiedział natomiast, że Diogo jest co najmniej tak dobry jak jego rodak – Alexandre Pato. Dodał także, że 50% talentu Diogo zostało zmarnowane przez jego częste kontuzje. Diogo Luis Santo jest wychowankiem Clube Atlético Mineiro. Zawodową karierę rozpoczynał jednak w 2005 roku w zespole Portuguesa São Paulo. Rozegrał dla tego klubu 29 ligowych pojedynków i strzelił 24 bramki.
Po prawie dwóch miesiącach negocjacji, 17 sierpnia 2008 roku Portuguesa zaakceptowała opiewającą na dziewięć milionów euro ofertę Olympiakosu Pireus. Wcześniej włodarze brazylijskiej drużyny odrzucili dwie oferty Olympiakosu oraz wszystkie oferty, które napłynęły z rosyjskich zespołów. 19 sierpnia Diogo przeszedł pozytywnie testy medyczne, a 21 sierpnia ogłoszono, że Brazylijczyk podpisał z pireuskim klubem pięcioletni kontrakt. 2 października Diogo strzelił dla swojej drużyny 2 bramki w wygranym 5:0 spotkaniu Pucharu UEFA przeciwko Nordsjælland. W lidze w sezonie 2008/2009 w 26 występach zdobył 6 goli. W 2010 roku został wypożyczony do CR Flamengo.

## Kariera reprezentacyjna
Diogo ma za sobą występy w reprezentacji Brazylii do lat 20.